# Cry Baby Cry
A Cry Baby Cry egy dal, amely a The Beatles együttes 1968-as azonos nevet viselő albumán jelent meg. A dal szerzője John Lennon és Lennon–McCartney szerzemény. 
Lennon a dal ötletét még az együttes év eleji Maharisi Mahes jóginál tett risikési látogatás alatt találta ki. A dalhoz az inspirációt egy tévéreklám adta, mely így hangzott: "Cry baby cry, make your mother buy". Valamint a dal hangzása emlékeztet a Sing a song of sixpence című óvodadalocskára.
A dalt Lennon először a stúdiófelvételek alatt mutatta be a többieknek. A dalt 1968. július 15., 16. és 18-a során rögzítették. A demófelvételek még zongora mellett készültek, de a dalnak született bluesos vagy erős rock hatású változata is (amikor a Helter Skelter dallal egy napon rögzítették). A szokásos hangszerek mellett Lennon orgonán, zongorán játszik, valamint George Martin harmóniumon működik közre. A dal július 16-ai felvétele alatt, a feszült hangulat közepette távozott Geoff Emerick hangmérnök és vette át a helyét Ken Scott. 

## Közreműködött
Ian MacDonald szerint:

### The Beatles
- John Lennon – ének, akusztikus gitár, zongora, orgona
- Paul McCartney – basszusgitár
- George Harrison – szólógitár
- Ringo Starr – dob

### További közreműködők
- George Martin – harmónium